# Metabisulfit de sodiu
Metabisulfitul de sodiu (denumit și disulfit sau pirosulfit de sodiu) este un compus anorganic, o sare de sodiu cu formula chimică Na2S2O5. Este utilizat în principal pe post de conservant alimentar, având numărul E E223. Este utilizat și ca dezinfectant și antioxidant.

## Obținere
Metabisulfitul de sodiu este obținut în urma reacției dintre hidroxid de sodiu și dioxid de sulf. În mediu apos, la cald, Na2SO3 precipită inițial sub formă de solid galben. Cu exces de SO2, solidul se dizolvă formând disulfitul, care cristalizează prin răcire:
{\displaystyle {\ce {SO2 + 2 NaOH -> Na2SO3 + H2O}}}
{\displaystyle {\ce {SO2 + Na2SO3 -> Na2S2O5}}}